# Sốp Bâu

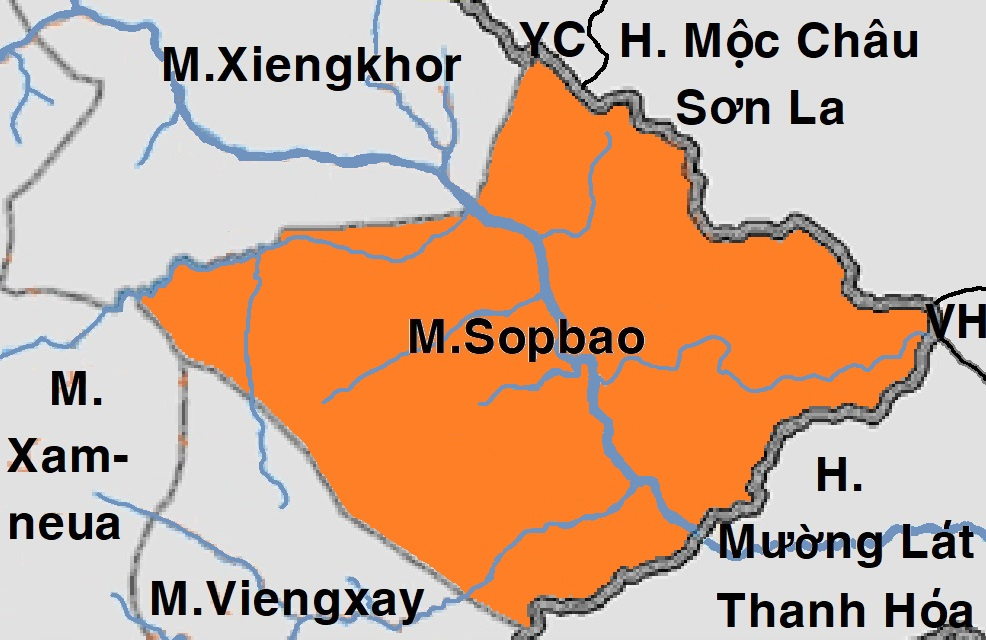
Bản đồ huyện Sốp Bâu, tỉnh Hủa Phăn, Lào.

Sốp Bâu hay Sop Bao là một huyện (muang, mường) trực thuộc tỉnh Hủa Phăn ở đông bắc Lào .
Sốp Bâu tiếp giáp với thị xã  Mộc Châu và huyện Yên Châu, Vân Hồ tỉnh Sơn La của Việt Nam ở góc phía bắc, mặt phía đông bắc, và góc phía đông, tiếp giáp với huyện Mường Lát của tỉnh Thanh Hóa Việt Nam ở mặt phía đông nam. Phía tây và phía nam của Sốp Bâu là các huyện thị cùng tỉnh Hủa Phăn, lần lượt là: huyện Xiềng Khọ ở phía tây bắc, thị xã Sầm Nưa ở góc phía tây, và huyện Viêng Xay ở phía tây nam.

## Hành chính
Các Banː Sophao (ບານ ສ ້ ບົຮາວ), Meuang Hang, Meuang Hom, Sopbao (ບານ້ ສບົ ເບາ), Phahang (ບານ ປ ້ ່າຮ່າງ), Na Kham Hang, Tad, Na, Khet Hauybao (ເຂດຫວຍ້ ເບາ),...

## Lịch sử

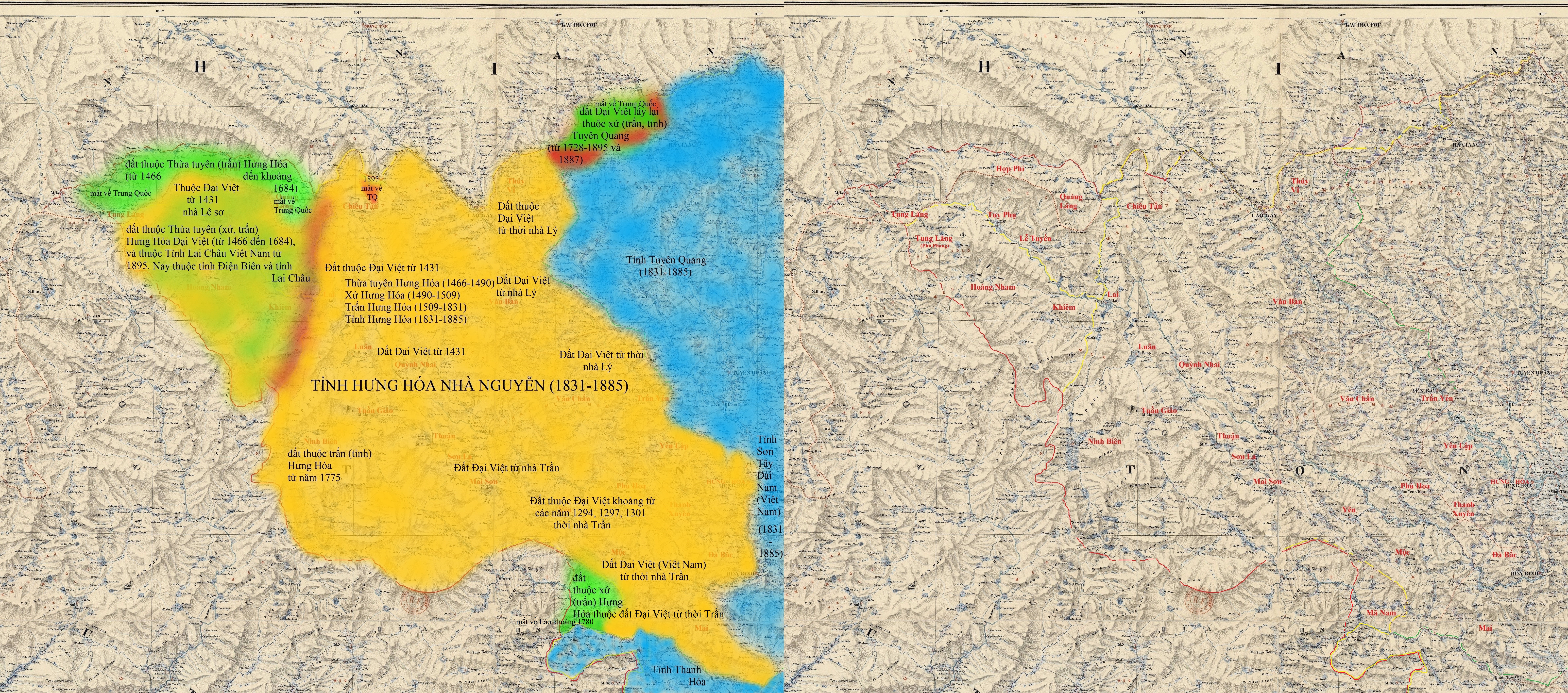
Vị trí địa danh châu Mã Nam (nay là Sốp Bâu), thuộc trấn Hưng Hóa của Đại Việt.

Sốp Bâu nguyên là đất động Hàm Hằng (Mường Hom, Mường Hang) thuộc châu Mộc cai quản bởi dòng họ Xa (người Thái) nổi lên từ cuối thế kỷ XIV-đầu thế kỷ XV. Đến đầu thế kỷ XV đã chính thức thuộc lãnh thổ Đại Việt (thuộc châu Mộc trấn Hưng Hóa) triều nhà Hậu Lê do Xa Khả Xâm (hay Xa Khả Tham) nhậm chức quan Đại Tư mã thời vua Lê Thái Tổ. Theo Kiến văn tiểu lục của Lê Quý Đôn, cuối thế kỷ XVIII Xa Văn Phấn làm phụ đạo châu Mộc. Năm 1776, Xa Văn Phấn mất, con cháu họ hàng họ Xa tranh nhau quyền thế tập, quan hiệp đốc Hưng Hóa nhà Lê-Trịnh là Lý Trần Thản chia tách châu Mộc thành 3 châu nhỏ làː châu Mộc gồm động Chinh Trình, Đàn Tổng, Hạ Tổng cho Xa Văn Mang cai quản, châu Đà Bắc là đất động Trình Sàng cho Xa Văn Khoa cai quản, còn đất động Hàm Hàng làm châu Mã Nam cho Xa Văn Ôn cai quản.
Tháng 12 năm Giáp Dần (1434), theo Khâm định Việt sử Thông giám cương mụcː "Châu Nam Mã cầu xin phụ thuộc nước ta. Nhà vua ưng thuận. Châu Nam Mã trước kia thuộc nước Ai Lao; đến đầu đời Lê, thổ tù là Đạo Miện hâm mộ chính nghĩa, theo về với nước ta. Đến đây, Đạo Miện sai con vào chầu, cầu xin phụ thuộc bản quốc. Nhà vua ban khen, trao cho chức Đại tri châu và ban mũ áo. Sau đó, nhà vua cho rằng Nam Mã là dân Mán, mới quy phụ, tráo trở bất thường, nên bàn đặt chức lưu quan, dùng Lê Thiêm làm Phòng ngự sứ để coi quản châu Nam Mã."; "Nam mã: Tên châu, cũng gọi là Mã Nam. Theo Hưng Hóa lục của Hoàng Trọng Chính thì đầu đời Lê chia từ phía nam sông Mã vào đến động Trình Hằng là Mã Châu; nay gộp cả vào với huyện Trình Cố."
Theo Đại Việt địa dư toàn biên của Nguyễn Văn Siêu, thì châu Mộc xưa vốn là 23 động, là đất cũ họ Xa. Đến Xa Khả Xâm có công giúp Lê Thái Tổ đánh nhà Minh, năm 1428 được phong chức Tư đồ tước quận công, cho con cháu nối đời làm quan Việt Nam. Sau con cháu đánh nhau. Năm Cảnh Hưng 36 (1776) nhà Lê trung hưng chia phần đất phía bắc sông Bờ (sông Đà) làm châu Đà Bắc cho chi thứ họ Xa cai trị. Từ sông Mã trở về phía nam làm châu Mã Nam cũng cho chi thứ khác của họ Xa cai quản. Còn phần còn lại vẫn gọi là châu Mộc, thời nhà Nguyễn gồm 2 tổng 6 xã là đất các độngː Xuân Nha (nay thuộc huyện Vân Hồ), Hương Đàm, Trúc Mục, Mộc Thượng, Mộc Hạ còn lại thuộc châu Mộc. Đến những năm 1780 cuối nhà Lê trung hưng, một thổ tù lang đạo ở Mộc Châu nổi dậy, thuê mán Trình Cố (Xiềng Khọ) giết phụ đạo 2 châu Đà Bắc, Mã Nam chiếm đất và cho châu Mã Nam thuộc về Trình Cố. Đến thời nhà Tây Sơn châu Đà Bắc tố cáo ra, nhà Tây Sơn lại cho họ Xa thế tập làm phụ đạo châu Mộc. Nhưng Mã Nam thì mất về Trình Cố. Đến thời nhà Nguyễn độc lập, khoảng các năm 1828, Trình Cố cùng đất Mã Nam cũ lại thuộc về nhà Nguyễn (Đại Nam) và nằm trong phủ Trấn Man tỉnh Thanh Hóa nhà Nguyễn. Đến năm 1893, sau khi thành lập Liên bang Đông Dương thuộc Pháp, vùng đất châu Mã Nam xưa, nay là huyện Sốp Bâu, được người Pháp cắt sang lãnh thổ Lào thuộc Pháp.